# Arnold Azrikan
Arnold Grigorievitch Azrikan (russe : Арнольд Григорьевич Азрикан), né le 10/23 février 1906 à Odessa (alors en Russie, actuellement en Ukraine) et mort le 19 juillet 1976 à Moscou, est un ténor d'opéra soviétique.

## Biographie
Arnold Azrikan naît à Odessa en 1906 dans une famille juive modeste de sept enfants dont il est le benjamin,,. Son père est ébéniste et meurt lorsqu'Arnold a neuf ans. Sa sœur Sofia émigre en 1913 aux États-Unis, son frère aîné Joseph meurt à Odessa au début de la guerre civile russe. Arnold Azrikan étudie à l'école municipale et sa sœur aînée Fania, qui est institutrice, assure son éducation à la maison. Puis il est commis chez un petit bijoutier et travaille même le soir comme docker.
Azrikan commence à chanter le dimanche dans un chœur d'église à l'âge de douze ans à Odessa. Il étudie entre 1926 et 1929 au conservatoire d'Odessa sous la férule de Menner-Kanevskaïa et Ioulia Reider. Plus tard, il étudie à Kharkov auprès du ténor italien Carlo Barrera. 
Il débute comme choriste à l'opéra d'Odessa en 1926 et fait ses débuts en 1928 dans le rôle de Nathanaël des Contes d'Hoffmann d'Offenbach.
En 1930, il est invité au théâtre d'opéra de Kharkov. En 1934, il s'installe à Kiev. En 1939, il chante le rôle principal d'Otello de Verdi, qui devient son rôle culte. Il reçoit le titre d'artiste émérite de la RSS d'Ukraine en 1940 et il est considéré avec son rival et ami Youri Kiporenko-Domanski, comme le meilleur ténor de l'opéra de Kiev. Il y est acclamé pour son rôle d'Otello.
Au début de la Grande Guerre patriotique, il est évacué de Kiev à Alma-Ata, puis il est versé à la troupe du théâtre d'opéra et de ballet de Kouïbychev à la fin de 1941,. Deux de ses sœurs restées à Odessa avec leurs familles sont tuées par l'occupant allemand. Il chante pour des concerts de soldats à l'arrière du front ou dans des hôpitaux militaires. Il chante des parties vocales dans le film Vozdouchny izvoztchik («Воздушный извозчик») tourné en 1943 par Lenfilm à Alma-Ata. Il fait une tournée la même année à Novossibirsk. 
Il est à l'automne 1943 soliste du théâtre d'opéra et de ballet de Sverdlovsk, où il est entre autres acclamé à nouveau dans Ottelo (1945). Il reçoit pour ce rôle le prix Staline en 1946. Il demeure dans ce théâtre jusqu'en 1951. 
Plus tard, il effectue de nombreuses tournées dans toute l'URSS, tout en ayant des engagements à l'opéra de Kiev et au théâtre d'opéra et de ballet de Bakou. Il se retire de la scène en 1964, après une série à l'opéra de Moldavie à Kichinev; il y retourne pour faire une soirée d'adieu en 1968 dans le rôle d'Otello
Azrikan a mis en scène de nombreux opéras où il chantait et il a enseigné au conservatoire de Kichinev et au conservatoire de Saratov.
Il meurt en 1976 à Moscou.

## Répertoire

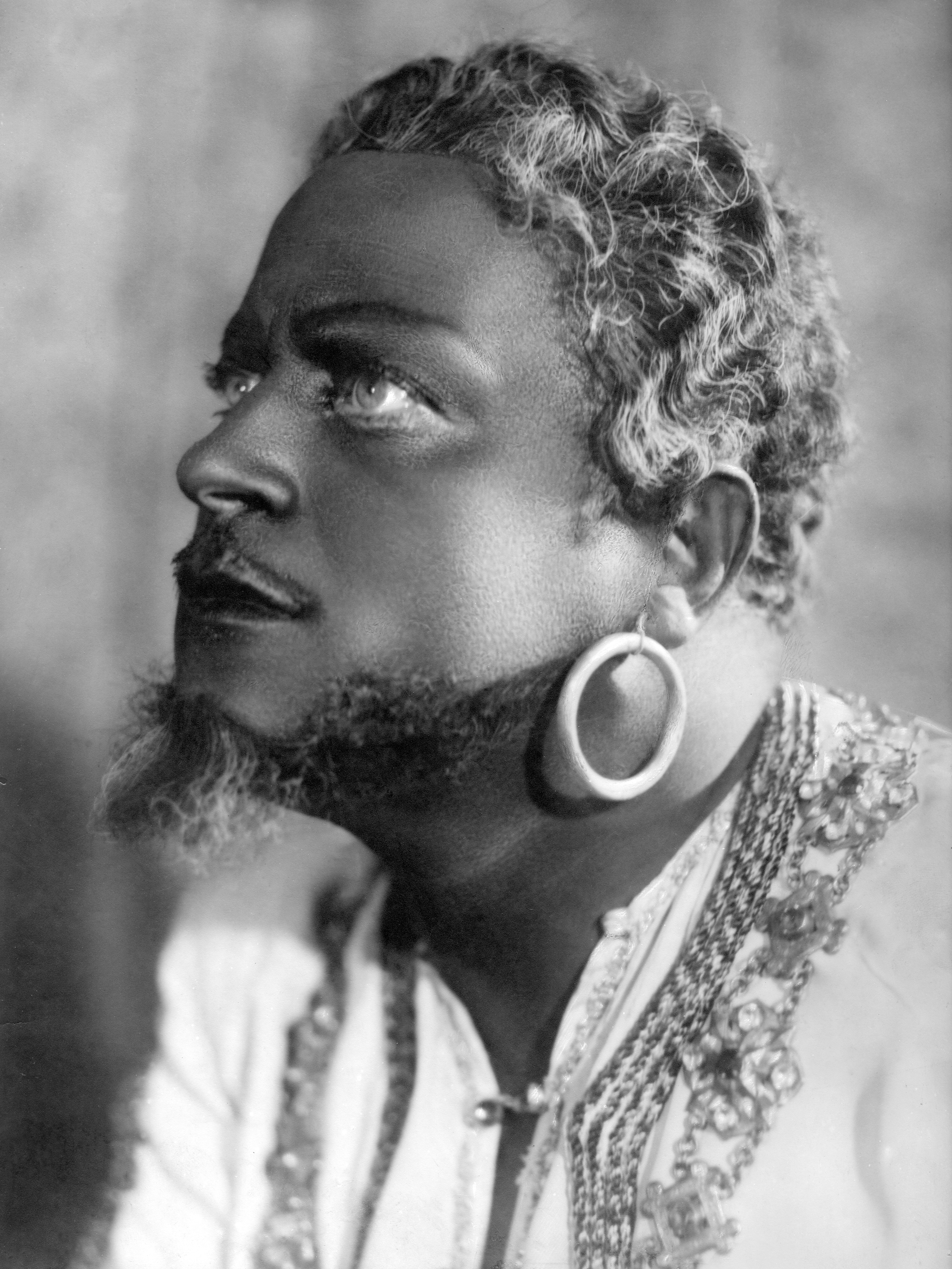
Arnold Azrikan dans le rôle d'Otello au théâtre d'opéra et de ballet de Sverdlovsk (Ekaterinbourg aujourd'hui).

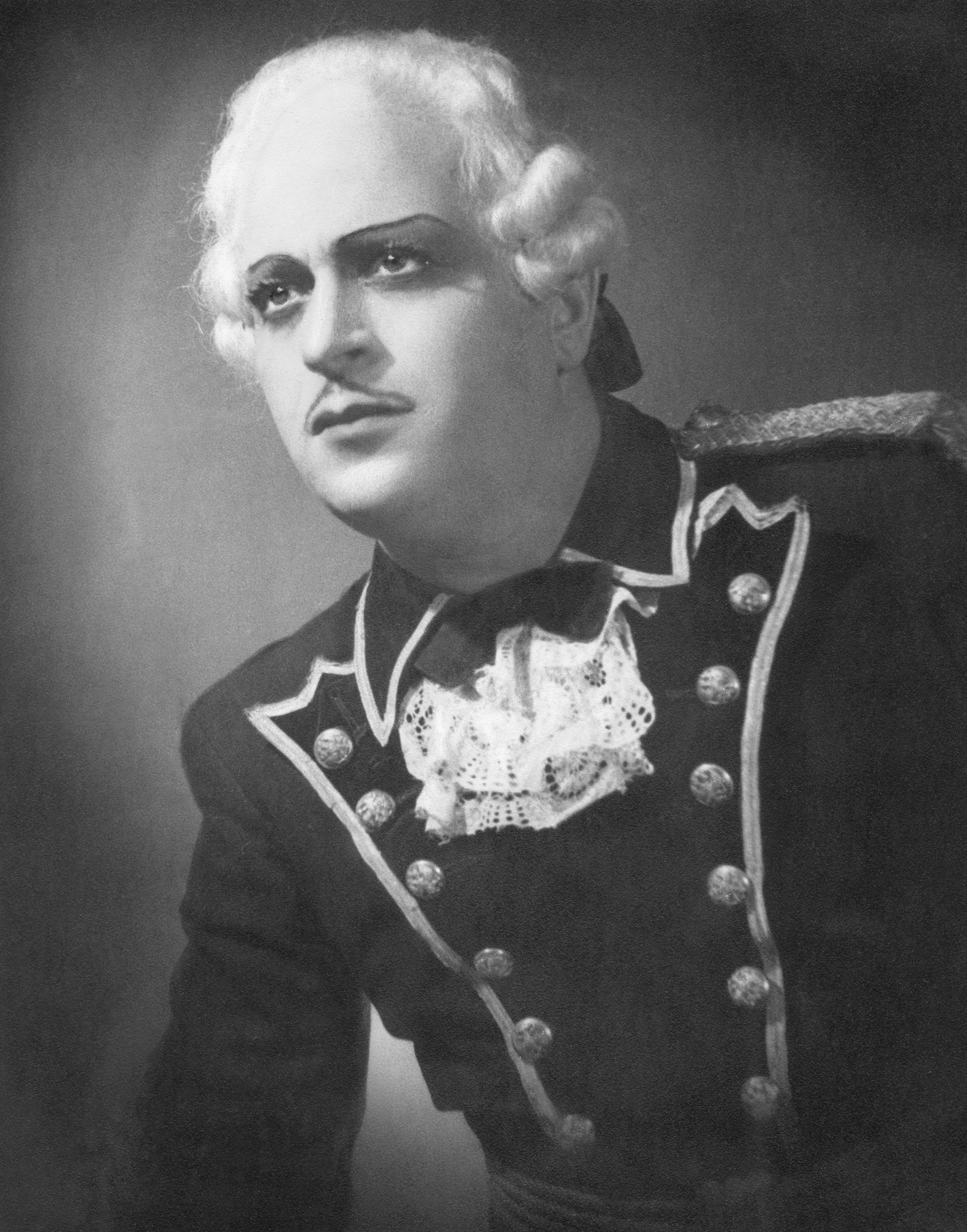
Arnold Azrikan dans le rôle d'Herman dans La Dame de pique de Tchaïkovsky.

- Vladimir Igorievitch (Le Prince Igor de Borodine)
- Vladimir (Doubrovski de Nápravník)
- Sobinine (Une vie pour le tsar dey Glinka)
- le prétendant (Boris Godounov de Moussorgski)
- Andreï (Mazeppa de Tchaïkovsky)
- Vakoula (Tcherevitchki de Tchaïkovsky)
- Sadko (Sadko de Rimsky-Korsakov)
- Hermann (La Dame de pique de Tchaïkovsky)
- Lionka (Dans la tempête de Khrennikov)
- Godoun (Razlom de  Vladimir Femelidi)
- Grigori (Le Don paisible de Dzerjinski)
- Andreï (Taras Boulba de Lissenko)
- Andreï (Les Zaporogues du Danube de Goulak-Artemovski)
- Petro (Natalka de Poltava de Lissenko)
- Iontek (Halka de Moniuszko)
- Nathanaël (Les Contes d'Hoffmann d'Offenbach)
- Raoul (Les Huguenots de  Meyerbeer)
- Faust (Faust de  Gounod)
- Calaf (Turandot de Puccini)
- Radamès (Aida de Verdi)
- Manrique (Le Trouvère de Verdi)
- Canio (Paillasse de Leoncavallo)
- Arrigo (Les Vêpres siciliennes de Verdi)
- Cavaradossi (Tosca de Puccini)
- Don José (Carmen de Bizet)
- Pinkerton (Madame Butterfly de Puccini)
- Turiddu (Cavalleria rusticana de Mascagni)
- Des Grieux (Manon Lescaut de Puccini)
- Otello (Otello de Verdi)

## Mises en scène
- Otello de Verdi (théâtre d'opéra et de ballet de Kouïbychev, 1950; théâtre d'opéra et de ballet de Saratov, 1951; théâtre d'opéra et de ballet de Bakou, 1952; théâtre d'opéra et de ballet de Kichinev, 1964)
- Iolanta de Tchaïkovsky (théâtre d'opéra et de ballet de Bakou, 1953)
- Manon Lescaut de Puccini (théâtre d'opéra et de ballet de Bakou, 1956)

## Discographie
Deux romances ukrainiennes - Arnold Azrikan - Gramplast, No.5230/5232, 1937.